# イギリス領セイロン

イギリス領セイロン
British Ceylon（英語）
බ්‍රිතාන්‍ය ලංකාව（シンハラ語）
பிரித்தானிய இலங்கை（タミル語）

国歌: God Save the King
国王陛下万歳
イギリス領セイロンの位置

イギリス領セイロン（イギリスりょうセイロン、英語: British Ceylon、シンハラ語: බ්‍රිතාන්‍ය ලංකාව Britānya Laṃkāva、タミル語: பிரித்தானிய இலங்கை）は、1815年から1948年まで存在したイギリスの植民地であり、現在のスリランカにあたる。首都はコロンボ。
成立当初、内陸のキャンディ王国は保護国であり、厳密には領土に含まれていなかった。しかし、1817年以降はセイロン島の全域をその支配下においた。

## 歴史
フランス革命戦争によりオランダ本国がフランスに占領されその支配下に入ると、イギリスは海外のオランダ植民地を攻撃した。スリランカに存在したオランダ領セイロンもその対象となり、1796年には全拠点が陥落し、1802年のアミアンの和約および1815年のウィーン会議で正式にイギリスへと割譲された（セイロン侵攻）。
次いでイギリスは内陸に残るキャンディ王国の攻略を図り、1815年のキャンディ条約でこれを保護国とした。1817年のウバ州での反乱鎮圧後キャンディ王国はイギリスに併合され、ここにスリランカ全土におけるイギリス支配が確立することとなる。
イギリス統治下では、これまで西洋の支配が及んでいなかった内陸部についても測量や道路・鉄道の建設が行われ、農作物の輸送や軍の移動が効率化された。セイロンで紅茶の生産が始まるのもこの時代からである（セイロンティー）。紅茶プランテーションの労働力として高地地域に新たにインド・タミルが連れてこられ、またイギリス統治下では、少数派のタミル人を優遇する分割統治が行われた。
1877年にはイギリス保護領であったモルディブが編入された。
その後、セイロンにも第一次世界大戦後から独立意識が芽生え、第二次世界大戦後の1948年、前年に独立したインドとパキスタンに続き、英連邦王国の自治領（実質的な独立国）セイロンとして独立した。